# Alocasia fornicata
Alocasia fornicata là một loài thực vật có hoa trong họ Ráy (Araceae). Loài này được (Roxb.) Schott mô tả khoa học đầu tiên năm 1854.